# My Opera コミュニティ
My Opera  コミュニティ（マイ・オペラ・コミュニティ、My Opera Community）またはMy Opera（マイ・オペラ）は、オペラ・ソフトウェアが自社ウェブブラウザ「Opera」のユーザー向けに提供していたソーシャル・ネットワーキング・サービス。無料でブログやオンラインアルバム、オンラインストレージ、電子掲示板等が提供されていた。サービス開始は2001年8月、サービス終了は2014年3月。

## 歴史
- 2001年08月 - サービス開始。
- 2003年12月16日 - ブログ機能追加[1]。
- 2005年10月19日 - 携帯電話からのブログ投稿と写真のアップロード機能追加[2]。
- 2007年03月08日 - ピープル機能追加[3]。
- 2008年11月19日 - 日本語を含む6言語に対応。ストレージを1GBに増強。携帯電話用の表示機能追加[4]。
- 2009年08月12日 - FacebookとTwitterとの連携機能追加[5]。
- 2013年10月31日 - 2014年3月1日にMy Operaのサービスを終了することを発表[6]。

## 提供されていた機能
- ブログ
- メール
- ストレージ
- フォーラム（掲示板）
- フォトアルバム
- ピープル - My Opera Communityへのログイン状態を確認できる機能。
- グループ
- リソースファイル - スキンやメニュー、ショートカットなどの設定を共有できる機能。

### Opera Link
My Opera CommunityのIDを取得すると利用できるようになっていた、Operaの同期機能。パソコン用Operaと携帯電話用Opera（Opera Mobile、Opera Mini）間、もしくは携帯電話用Opera同士で、ブックマークやメモなどが同期できた。更にパソコン用Opera間では、先の項目に加え、スピードダイアルや検索エンジンなども同期することができた。

## その他
My Opera CommunityのIDを取得すると、以下のサイトでもログインすることができ、様々なサービスを利用できるようになっていた。
- Opera Widgets - Operaのみで利用出来るWidgets（ウィジェット）公開・配布ページ。
- Dev.Opera - Operaの開発者向けページ。